# Жаропрочность
Жаропро́чность — способность конструкционных материалов работать под напряжением в условиях повышенных температур без заметной остаточной деформации и разрушения.
Для количественной оценки жаропрочности проводятся механические испытания на ползучесть и длительную прочность, из которых определяются такие характеристики как:
- предел длительной прочности — наибольшее механическое напряжение, которое выдерживает материал без разрушения при заданных температуре, длительности испытания и рабочей атмосфере;
- предел ползучести — напряжение, которое вызывает заданную скорость деформации за некоторое принятое время при данной температуре;
- время до разрушения при заданных напряжении, температуре и рабочей атмосфере.